# Tom S. Englund

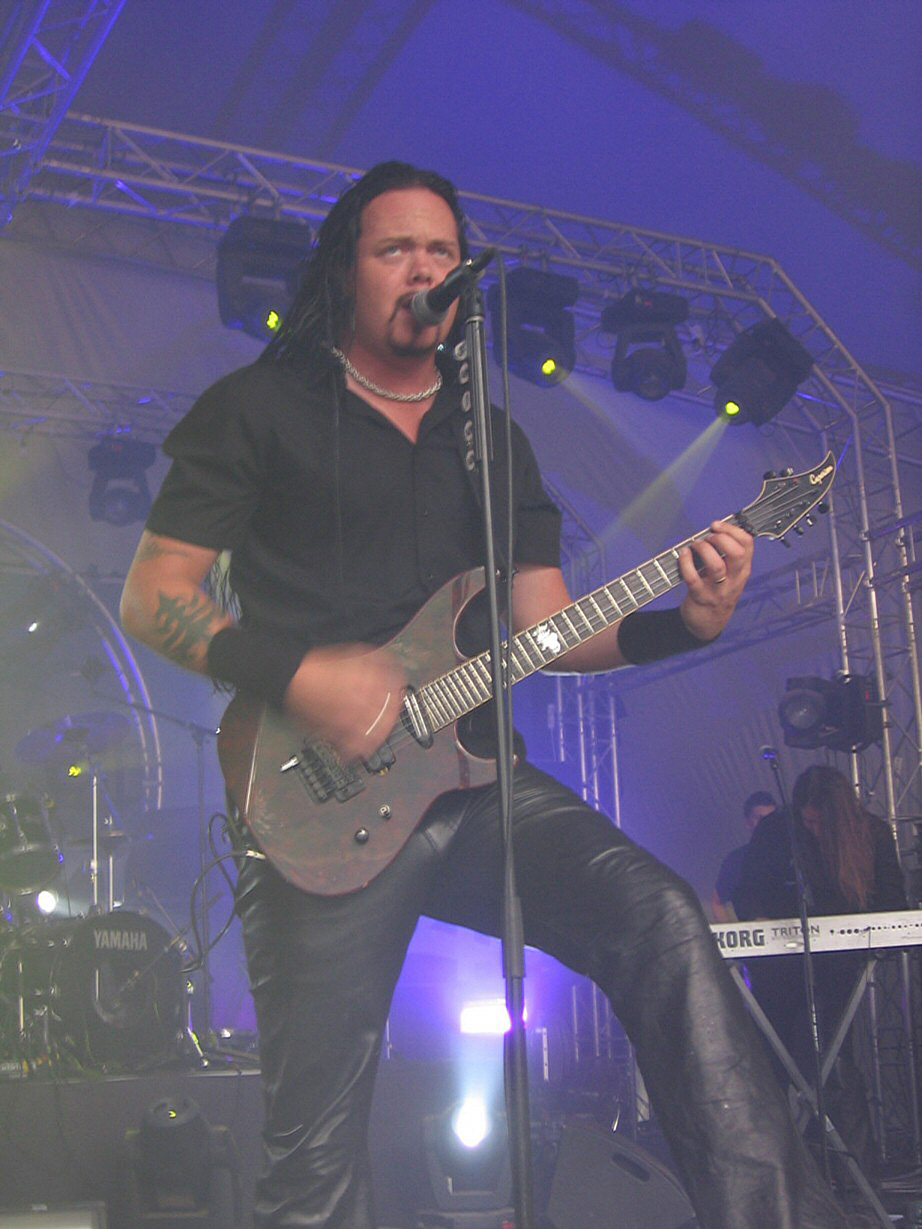
Englund mit Evergrey, 2005

Tom S. Englund (* 14. Dezember 1973) ist ein schwedischer Metal-Gitarrist und -Sänger. Er ist das letzte verbliebene Gründungsmitglied der Progressive-Metal-Band Evergrey. Zudem ist er als Produzent tätig.
Darüber hinaus veröffentlichte in einem Musikprojekt gemeinsam mit Vikram Shankar bereits 3 Alben unter dem Namen Silent Skies.
Seine Ex-Frau Carina Englund ist ebenfalls Gitarristin und steuerte auf den meisten Evergrey-Veröffentlichungen Hintergrundgesang bei. Die beiden sind Eltern einer gemeinsamen Tochter, die auch auf The Storm Within im Chor sang.
Englunds Stimme wird häufig als „rau“ oder „roh“ charakterisiert.

## Diskografie

### Mit Weiteren
Dieser Abschnitt stellt eine Auswahl dar.
- 2001 – Mindscar: Mindscar (EP, Mastering)
- 2004 – Moonlight Agony: Echoes of a Nightmare (Produktion, Gitarre im fünften Lied)
- 2004 – Dragonland: Starfall (Produktion, Gesang und Gitarre in einigen Stücken)
- 2006 – Shot Injection: Fear Comes Full Circle (Demo, Produktion)
- 2007 – Awake: Illumination (Produktion, Tontechnik, Abmischung, Hintergrundgesang)
- 2007 – Crown of Glory: Raven's Flight (EP, Gesang im vierten Lied)
- 2008 – Dreamtone & Iris Mavraki’s Neverland: Reversing Time (Abmischung, Tontechnik für den Gesang, Gesang im neunten Lied)
- 2008 – Ayreon: 01011001 (Gesang)
- 2010 – Emergency Gate: The Nemesis Construct (zusätzlicher Gesang im dritten Lied)
- 2011 – Ascendancy: Out of Knowhere (Gesang im achten Lied)
- 2013 – Epysode: Fantasmagoria (Gesang)
- 2016 – DGM: The Passage (Gesang im vierten Lied)
- 2023 – The Dark Side Of The Moon: Metamorphosis (Gesang im dritten Lied)